# Phaeosphaeria silenes-acaulis
Phaeosphaeria silenes-acaulis är en svampart som först beskrevs av De Not., och fick sitt nu gällande namn av L. Holm 1957. Phaeosphaeria silenes-acaulis ingår i släktet Phaeosphaeria och familjen Phaeosphaeriaceae.  Arten är reproducerande i Sverige. Inga underarter finns listade i Catalogue of Life.